# Smoking Her Wings
Smoking Her Wings è un singolo dei The Bats pubblicato nel 1990 in Nuova Zelanda e in Australia dalla Flying Nun Records.

## Tracce
Testi e musiche di Robert Scott.
1. Smoking Her Wings – 4:38
2. Mastery – 2:58
3. Passed by – 3:06

## Musicisti
- Paul Kean (basso, voce)
- Malcolm Grant (batteria)
- Robert Scott (voce, chitarra)
- Kaye Woodward (voce, chitarra)